# لويس بونيلا
لويس بونيلا (بالإنجليزية: Luis Bonilla)‏ هو عازف جاز أمريكي، ولد في 12 أكتوبر 1965 في لوس أنجلوس في الولايات المتحدة.

## وصلات خارجية
- الموقع الرسمي
- لويس بونيلا على موقع IMDb (الإنجليزية)
- لويس بونيلا على موقع ميوزك برينز (الإنجليزية)
- لويس بونيلا على موقع أول ميوزيك (الإنجليزية)
- لويس بونيلا على موقع ديسكوغز (الإنجليزية)